# Bảy ngày tới sông Rhine

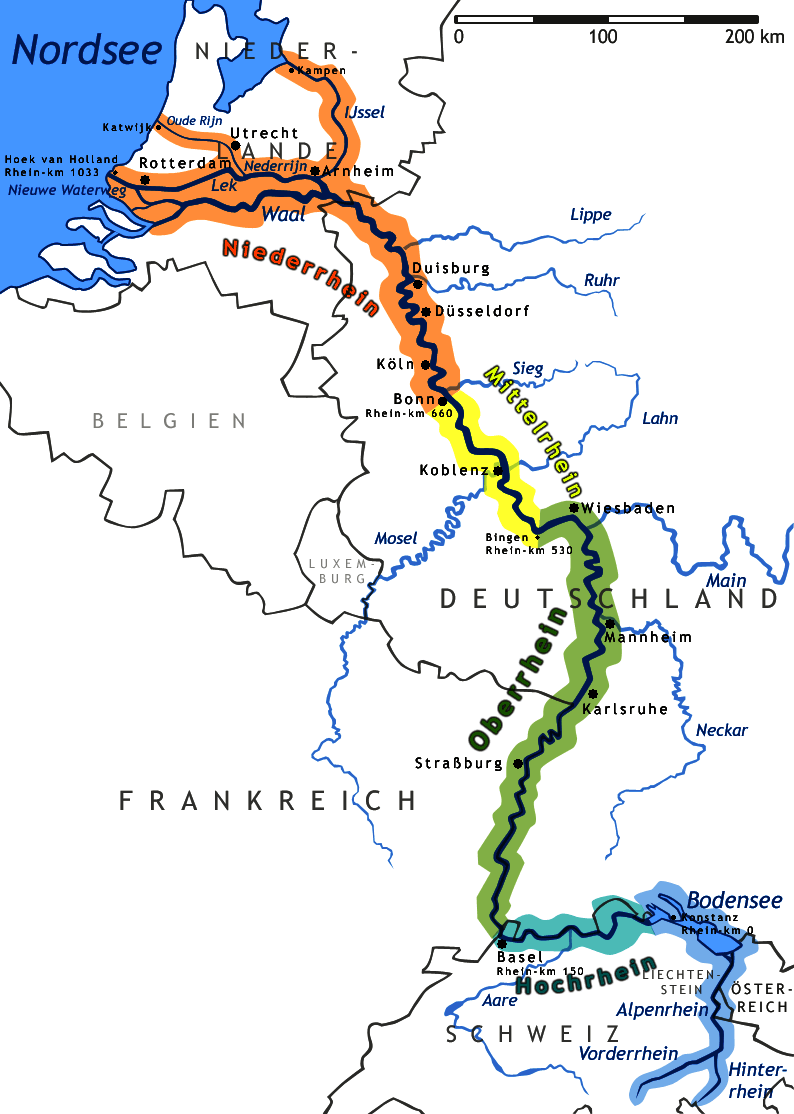
The Rhine is one of the most important rivers in Europe.

Bảy ngày tới sông Rhine (tiếng Nga: «Семь дней до реки Рейн», Sem' dney do reki Reyn) là tên của một kế hoạch quân sự mô phỏng tuyệt mật của khối Warsaw năm 1979. Nó là kế hoạch tấn công của Liên Xô khi xảy ra một cuộc chiến hạt nhân diễn ra giữa NATO và khối Warsawa, trong đó Liên Xô dự tính sẽ mất chỉ 7 ngày sẽ tiến được đến bờ sông Rhine.

## Giải mật
Bản kế hoạch này đã được tiết lộ bởi Bộ trưởng bộ quốc phòng Ba Lan Radosław Sikorski sau chiến thắng của Đảng luật pháp và công lý Ba Lan trong kì bầu cử năm 2005 ở Ba Lan bao gồm hàng nghìn tài liệu của khối Hiệp ước Warsaw, "nhằm mục đích vạch ra ranh giới với quá khứ cộng sản của Ba Lan", đồng thời "giáo dục công dân về chế độ cũ.
Các hồ sơ được công bố bao gồm các tài liệu về "Chiến dịch Danube", cuộc xâm lược của khối hiệp ước Warsaw năm 1968 vào Tiệp Khắc trong Mùa xuân Praha. Ngoài ra còn bao gồm các cuộc biểu tinh diễn ra ở Ba Lan năm 1970 và thời kỳ thiết quân luật vào những năm 80.

## Kế hoạch
Đây là kế hoạch của Liên Xô nhằm đáp trả sau khi NATO phát động một cuộc tấn công hạt nhân nhằm vào các thành phố của Tiệp Khắc và Ba Lan, trong khu vực thung lũng sông Vistula. Cuộc tấn công này của NATO sẽ ngăn cản khối Warsaw gửi quân tiếp viện đến Đông Đức khi bị NATO tấn công. Dự kiến sẽ có khoảng 2 triệu người dân thường của Ba Lan sẽ thiệt mạng trong cuộc tấn công như vậy, sức mạnh quân sự của Ba Lan khi đó cũng sẽ bị triệt tiêu.
Cuộc phản công hạt nhân của Liên Xô khi đó sẽ nhằm vào Tây Đức, Bỉ, Hà Lan, Đan Mạch và vùng Đông Bắc Italia.

## Đáp trả hạt nhân
Các bản đồ của kế hoạch tấn công của Liên Xô được công bố cho thấy Liên Xô sẽ tấn công hạt nhân các quốc gia NATO trừ Pháp và Anh. Lý giải cho điều này, Pháp và Anh đều là các nước có trang bị vũ khí hạt nhân, do vậy, nếu Liên Xô tấn công hạt nhân, kho vũ khí hạt nhân của Anh và Pháp có thể sẽ được sử dụng để trả đũa.
Tạp chí The Guardian, cho rằng "Pháp và Anh sẽ có thể không phải hứng chịu cuộc tấn công hạt nhân. Mặc dù Pháp, Anh là quốc gia thành viên NATO. Điều này cho thấy Liên Xô sẽ chỉ tấn công giới hạn và sẽ không tấn công xa hơn vị trí dòng sông Rhine để bảo toàn lực lượng."
Năm 1966, Tổng thống Charles de Gaulle đã rút Pháp khỏi cơ cấu chỉ huy quân sự hợp nhất của NATO. Pháp vẫn là thành viên NATO và tham gia đầy đủ vào các trường hợp chính trị của Tổ chức, nhưng nước này không còn đại diện trong một số ủy ban nhất định như Nhóm Kế hoạch Hạt nhân và Ủy ban Kế hoạch Quốc phòng. Các lực lượng nước ngoài đã rút khỏi lãnh thổ Pháp và các lực lượng Pháp tạm thời không chịu sự chỉ huy của NATO. Quân đoàn 1 Pháp đóng tại Strasbourg, biên giới Pháp-Đức có vai trò hỗ trợ NATO ở Tây Đức, cũng như bảo vệ Pháp. Mặc dù Pháp không tham gia cơ cấu chỉ huy của NATO, nhưng vẫn tham gia các cuộc tập trận chung ở Tây Đức, và Pháp vẫn sẽ hỗ trợ NATO nếu Khối Warsaw tấn công. Nhiệm vụ hỗ trợ cho Cụm tập đoàn quân Trung tâm do Mỹ dẫn đầu (CENTAG) của NATO được giao cho Bộ chỉ huy và hai sư đoàn của Quân đoàn II (Pháp) đang đóng quân tại Tây Đức.
Các mục tiêu có giá trị cao ở Anh như căn cứ không quân Fylingdales, căn cứ không quân Mildenhall và căn cứ không quân Lakenheath sẽ bị tấn công theo các thông thường theo như bản kế hoạch, mặc dù sẽ hiệu quả hơn nhiều nếu tấn công bằng đòn hạt nhân. Các căn cứ không quân này cũng là căn cứ của các máy bay tiêm kích bom mang bom hạt nhân của không quân Mỹ, chủ yếu là máy bay tầm xa F-111 Aardvark.
Theo như dự kiến của cuộc tấn công, Liên Xô sẽ sử dụng vũ khí hạt nhân có tổng công suất là 7,5 Megaton.

### Các mục tiêu của cuộc tấn công hạt nhân
Vienna dự kiến sẽ phải hứng chịu 2 quả bom hạt nhân 500 kiloton, Vicenza, Verona, Padua, và các căn cứ trên đất Italy sẽ hứng chịu một quả bom hạt nhân 500-kiloton cho mỗi thành phố. Quân đội Hungary sẽ chiếm Vienna theo như kế hoạch.
Stuttgart, Munich, và Nuremberg thuộc Tây Đức sẽ bị hủy diệt và sau đó sẽ bị quân đội Séc và quân đội Hungary chiếm.
Tại Đan Mạch, mục tiêu của cuộc tấn công hạt nhân là Roskilde và Esbjerg. Roskilde, mặc dù không có giá trị về mặt quân sự nhưng nó là thành phố lớn thứ hai Zealand và nằm gần thủ đô Copenhagen của Đan Mạch (khoảng cách từ trung tâm Copenhagen đến Roskilde chỉ là 35 km hay 22 mi). Nó cũng được chọn là mục tiêu vì thành phố này mang giá trị về văn hóa và lịch sử, từ đó sẽ làm sụp đổ tinh thần của người dân cũng như quân đội Đan Mạch. Esbjerg, thành phố lớn thứ năm của Đan Mạch, có một bến cảng lớn và là một đầu cầu tiếp viện và chuyển quân của NATO. Nếu có sự kháng cự của Đan Mạch sau hai cuộc tấn công ban đầu, các mục tiêu khác sẽ bị ném bom.

## Kế hoạch bổ sung
Liên Xô đặt mục tiêu sẽ tiến quân tới Lyon vào ngày thứ chín và tiến tới vị trí cuối cùng tại dãy núi Pyrenees.  Tiệp Khắc cho rằng tốc độ tấn công như vậy sẽ là quá lạc quan vào thời điểm đó, và một số nhà hoạch định phương Tây ngày nay tin rằng một mục tiêu như vậy là khó hoặc thậm chí là không thể đạt được.